# XXIV Esposizione internazionale d'arte di Venezia

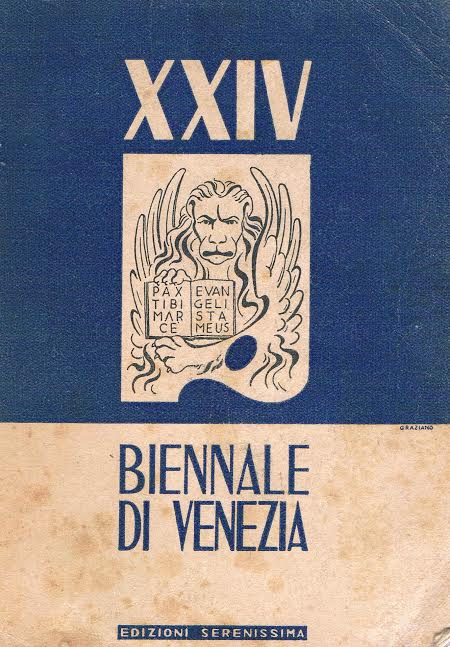
La copertina del catalogo della XXIV Biennale, 1948

«Gioco della fantasia, intuizione dello spirito, evasione dalla realtà, angoscia della ricerca, rasserenamento di ogni dramma interiore, puro colore o pura forma, o qual altra sia di essa la definizione, l'arte resta sempre l'espressione più alta e più pura della nostra umana esperienza. Quando scarsa memoria resterà di ogni attività nostra, sarà viva ancora l'anima del nostro tempo se una valida testimonianza artistica richiamerà lo studio e l'amore dei secoli venturi. […] L'arte invita tutti gli uomini, oltre le frontiere nazionali, oltre le barriere ideologiche, ad un linguaggio che dovrebbe unirli in una umanistica intesa e universale famiglia contro ogni babelica disunione e disarmonia.»
(Giovanni Ponti, Presidente della XXIV Biennale di Venezia)

## L'esposizione
Prima delle cinque biennali della gestione Pallucchini, la XXIV Biennale fu anche la prima ad essere allestita dopo la pausa imposta dalla seconda guerra mondiale, motivo per il quale parteciparono soltanto 14 nazioni. «Era doveroso che questa prima Biennale del dopoguerra rivolgesse l'invito a grandi artisti che hanno difeso, in tristi momenti, la libertà della cultura occidentale europea», scrisse il segretario nella prefazione al catalogo. E in effetti i due fatti di maggior richiamo furono la retrospettiva presentata da Guttuso di Pablo Picasso, alla prima apparizione alla Biennale, all'età di 67 anni, e l'arrivo di 136 opere di 73 artisti della collezione Peggy Guggenheim presentate da Giulio Carlo Argan. 
La Francia portò Braque e Chagall, mentre l'Austria presentò Egon Schiele, Fritz Wotruba e Oskar Kokoschka.  La Gran Bretagna portò Turner e la scultura di Henry Moore, il Belgio Ensor e Permeke. La grande mostra degli impressionisti presentò opere di Monet, Sisley, Paul Cézanne, Degas, Gauguin e Van Gogh. Altri importanti presenze furono quelle di Max Ernst, Salvador Dalí, Kandinsky, Klee, Mirò e Mondrian. Infine, la Commissione deliberò di organizzare anche alcune retrospettive dedicate alla pittura metafisica tra 1910 e 1920 e altre che facessero il punto su Gino Rossi, Scipione, Arturo Martini, Vittorio Bolaffio, Arturo Nathan, Cagnaccio di San Pietro. 
Tra gli altri artisti invitati: Afro, Ugo Carà, Carlo Carrà, Felice Casorati, Giorgio Celiberti, Giorgio De Chirico, Filippo de Pisis, Leonor Fini, Lucio Fontana, Carlo Levi, Mino Maccari, Guido Marussig, Marcello Mascherini, Zoran Mušič, Nino Perizi, Fausto Pirandello, Alice Psacaropulo, Giuseppe “Bepi” Santomaso, Carlo Sbisà, Luigi Spacal e Antonio Ruggero Maria Giorgi